# 巴爾古津盆地
巴爾古津盆地是俄羅斯的盆地，由布里亞特共和國負責管轄，位於巴爾古津山脈和伊卡特山脈之間，長200公里、寬35公里，最高點海拔高度600米。